# Myrmeleon gerlindae
Myrmeleon gerlindae är en insektsart som beskrevs av Hölzel 1974. Myrmeleon gerlindae ingår i släktet Myrmeleon och familjen myrlejonsländor. Inga underarter finns listade i Catalogue of Life.